# Challenger de Rennes 2013
El Open de Rennes 2013 fue un torneo de tenis profesional que se jugó en pistas duras. Se trató de la 8.ª edición del torneo que forma parte del ATP Challenger Tour 2013. Tuvo lugar en Rennes, Francia entre el 7 y el 13 de octubre.

## Jugadores participantes del cuadro de individuales

### Cabezas de serie
| Favorito | País                        | Jugador           | Ranking1 | Posición en el torneo |
| -------- | --------------------------- | ----------------- | -------- | --------------------- |
| 1        | Bandera de Francia          | Kenny de Schepper | 67       | Final                 |
| 2        | Bandera de Francia          | Nicolas Mahut     | 68       | CAMPEÓN               |
| 3        | Bandera de Francia          | Guillaume Rufin   | 84       | Primera ronda         |
| 4        | Bandera de los Países Bajos | Jesse Huta Galung | 96       | Primera ronda         |
| 5        | Bandera de República Checa  | Jan Hájek         | 101      | Segunda ronda         |
| 6        | Bandera de Francia          | Marc Gicquel      | 110      | Semifinales           |
| 7        | Bandera de Eslovaquia       | Andrej Martin     | 126      | Cuartos de final      |
| 8        | Bandera de Rumania          | Marius Copil      | 130      | Segunda ronda         |

- 1 Se ha tomado en cuenta el ranking del día 30 de septiembre de 2013.

### Otros participantes
Los siguientes jugadores ingresaron al cuadro principal invitados por la organización del torneo (WC):
- Kenny de Schepper
- Nicolas Mahut
- Josselin Ouanna
- Guillaume Rufin

Los siguientes jugadores ingresaron al cuadro principal tras participar en la fase clasificatoria (Q):
- Kimmer Coppejans
- Constant Lestienne
- Björn Phau
- Jürgen Zopp

## Campeones

### Individual Masculino
- Nicolas Mahut derrotó en la final a  Kenny de Schepper 6-3, 7-63

### Dobles Masculino
- Florin Mergea /  Oliver Marach derrotaron en la final a  Nicholas Monroe /  Simon Stadler 6-4, 3-6, [10-7]